# Pipipãs
Os pipipãs são um grupo indígena, durante muito tempo considerado extinto, que foi aldeado entre a serra do Periquito e a serra Negra, ambas no estado brasileiro de Pernambuco, no início do século XIX. Atualmente os seus descendentes reivindicam a demarcação da área da Serra Negra como Pipipã de Kambixuru. Durante o século XX, os Pipipã estavam integrados aos índios Kambiwá.

## Aldeias
Entre os Pipipã, já no século XXI, tanto o seu território quanto a composição das aldeias estão em processo de definição, decorrente do fato de separarem-se dos Kambiwá e estabelecerem-se dentro do território demarcado como área indígena daquele povo. Fala-se, entre os Pipipã, da existência de cinco aldeias:
A Aldeia Travessão do Ouro está situada próxima à Serra do Periquito, no km 29 da BR-360 em Floresta-PE. Aqui, um conglomerado de casas em alvenaria e de taipa ou pau-a-pique perfila a estrada principal. Nessa aldeia há uma escola, um posto de saúde e duas associações: Pau Ferro Grande dos Índios a Associação de Mães, e dois terreiros ativos. Sua população é de aproximadamente 324 pessoas e um total de 72 famílias.
Capoeira do Barro é uma aldeia onde viviam não-índios dentro de um projeto de assentamento do INCRA, com duas fileiras de casas frente a frente; um grande pátio ao centro, em que se realiza a Dança do Toré; essa área foi recentemente ocupada pelos Pipipã. Na aldeia, ficou morando o cacique mais um de grupo de índios vindos das aldeias Travessão do Ouro, Faveleira e Serra Negra, dentro do território demarcado como área Kambiwá, e autodemarcado como território tradicional dos Pipipã.
Na aldeia faveleira, convivem índios e não-índios e há muitos posseiros dentro da área. Ë nessa aldeia que está instalado o Sistema de Abastecimento de água que distribui para o travessão e Capoeira do Barro; nela também funciona uma escola, uma creche e
recentemente um posto de saúde.
A aldeia Serra Negra está em processo de esvaziamento, sendo ocupada temporariamente durante o ritual do Aricuri. Situada nas proximidades da serra de mesmo nome, reúne aproximadamente treze famílias, totalizando 67 pessoas.
A aldeia Caraíba fica situada próxima à Serra do Taiado e ao Serrote do Tamanduá. É a única aldeia que se define Pipipã fora do território dos Kambiwá. A terra não é demarcada e nem reconhecida oficialmente como área indígena. Seus moradores possuem título de propriedade. Nela existem quinze casas dispersas pela caatinga, com 19 famílias um total de 100 pessoas. As principais lideranças são Antônio Xavier e o Velho Manoel Francisco Xavier Filho. Dentro dessa área, que os Pipipã estão definindo como Caraíba, há três outras localidades tais como: Jaburu, com quatro casas dispersas de propriedade de Aloízio Filho, Manoel José, Bartolomeu José e Pedro José; em Lagoa Rasa encontramos três casas onde moram Joaquim Antônio, Antônio Francisco e Alaíde Maria; no lugar chamado Vassoura há mais três casas pertencentes a Manoel Idelfonso, Antônio Alves e Cícero Alves; por fim a Caraíbas lugar de maior concentração, porém não há aglomeração de casas. Estas encontram-se dispostas entre a caatinga, interligadas por pequenas trilhas. Ao todo, são treze, pertencentes a Antônio Xavier, Pequena, Serafim, Basílio, Benedito, Marleide, José Antônio, Antônio Henrique, Manoel Firmino, Ulisses, Luiz Manoel, Terezinha, Manoel Francisco. Nessa aldeia existem dois terreiros e vários limpos (o limpo é um terreiro natural em que os Pipipã realizavam a Dança do Toré, geralmente está situado a uma certa proximidade de suas roças ou no trajeto entre as Caraíbas e a Serra Negra, percurso que eles fazem a pé), um escolar, uma cisterna coletiva que é abastecida por carros-pipa e onde a população se abastece com galões, carros de mão e latas.
Hoje os Pipipã se afirmam em 2.050 índios espalhados na ribeira do Pajeú, entretanto, os dados atuais da Funasa registram uma população de 1.312 índios.
Dados sobre a população Pipipã têm sido sempre imprecisos como entre a maioria dos povos indígenas. Não foram computados os dados populacionais de Capoeira do Barro depois dos deslocamentos de famílias para aquela aldeia. Há uma outra aldeia chamada Alfredo.

## Informações complementares
Os Pipipã constituem grupo dissidente Kambiwá, que reivindica estudo de terras que contemple a Serra Negra e adjacências, áreas historicamente pleiteadas pelos Kambiwá/Pipipã, e que não foram inseridas na TI Kambiwá, homologada em 1998, com 31.495 ha.